# Actes institutionnels (Brésil)
Les Actes Institutionnels étaient des décrets promulgués par les militaires durant les années suivant le coup d'État militaire de 1964 au Brésil. Ils servaient de mécanisme de légitimation et de légalisation des interventions des militaires dans la vie politique du pays et de la « guerre sale » mise en œuvre, procédant avant tout d'une volonté de se poser comme défenseurs de la démocratie libérale au moment même où ils anéantissaient ses mécanismes. Les deux premiers d'entre eux furent rédigés par Francisco Campos, l'ex-conseiller juridique du dictateur Getúlio Vargas.
Au départ, alors que le maréchal Castelo Branco, qui avait renversé Joao Goulart, était au pouvoir, il ne devait y avoir qu'un seul Acte institutionnel légitimant a posteriori le putsch militaire, en présentant celui-ci comme l'émanation de la volonté populaire . Mais, avec la radicalisation progressive du régime, de nombreux autres Actes institutionnels ont été émis. En 1968, le général Costa e Silva, représentant de la tendance dure des militaires face aux « Sorbonnistes » de l'École supérieure de guerre incarnés par Castelo Branco, décréta le 5e Acte institutionnel, qui suspendit la Constitution de 1946, dissout complètement les institutions représentatives du pays et institutionnalisa durablement la dictature au Brésil. Les actes suivants étendirent la compétence des tribunaux militaires, compétents pour juger de tout délit politique lié à la « sécurité nationale », pour lesquels la peine de mort avait été rétablie. De 1964 à 1969, dix-sept actes institutionnels ont ainsi été promulgués, complétés par 104 décrets-lois. La junte militaire les justifia par sa volonté de combattre « la corruption et la subversion ». Parallèlement à cet édifice juridique dictatorial, la « frange dure » de l'armée opérait de façon extra-judiciaire en enlevant et assassinant les opposants.

## L'Acte institutionnel n°1 (1964)
L'Acte institutionnel n°1 de 1964 dépeint ainsi les militaires comme émanation de la souveraineté populaire, malgré leur irruption violente aboutissant à la destitution du président élu :
« La révolution victorieuse s’investit de l’exercice du Pouvoir Constituant. Celui-ci se manifeste par l’élection populaire ou par la révolution. C’est la forme la plus radicale du Pouvoir Constituant (...). Les chefs de la révolution victorieuse, grâce à l’action des Forces Armées et à l’appui sans équivoque de la Nation, représentent le Peuple et en son nom exercent le Pouvoir Constituant, duquel le Peuple est l’unique titulaire.  »
Les anciens présidents Juscelino Kubitschek (1956-1961), Jânio da Silva Quadros (janvier-septembre 1961) et João Goulart (1961-1964) furent privés de leurs droits civiques et exclus de la vie politique par l'Acte institutionnel n°1.

## L'Acte institutionnel n°2 (1965)
En accord avec leur projet de réforme radicale de la vie politique, les militaires imposent d'une part, avec l'Acte institutionnel n°2 d'octobre 1965, le bipartisme entre le « parti de la révolution », l' Aliança Renovadora Nacional (ARENA, Alliance Rénovatrice Nationale) et le « parti de l'opposition », le Movimento Democrático Brasileiro (MDB, Mouvement démocratique du Brésil), afin d'améliorer la lecture du système des partis, dévoyé selon eux par les enjeux locaux; d'autre part, la discipline de parti obligatoire lors des votes obligatoires à l'assemblée . L'arrière-plan de l'imposition du bipartisme consiste dans le manichéisme des militaires, pour qui toute personne n'étant pas avec eux est un ennemi. L'AI-2 étend aussi l'usage des tribunaux militaires.
L'Acte institutionnel n°2 est le résultat d'une révolte de la frange dure des militaires et d'une quasi-rébellion de plusieurs garnisons contre le Maréchal Castelo Branco, qui refusent l'élection de gouverneurs membres du Parti Trabalhista Brasileiro, fondé par l'ex-président Getúlio Vargas et défait par le coup d'État (Israel Pinheiro et Negrão de Lima).

## L'Acte institutionnel n°5 (1968)
L'Acte Institutionnel n°5 du 13 décembre 1968, promulgué par le président Costa e Silva, dissout le Congrès, donne au président des pouvoirs dictatoriaux, suspend la Constitution, impose la censure et abroge la plupart des libertés individuelles. Un code de procédure pénale militaire autorise l'armée et la police à arrêter, puis à emprisonner, hors de tout contrôle judiciaire, tout « suspect » . Selon la journaliste Marie-Monique Robin, l'implémentation de ces décrets résulte, entre autres, de l'influence du « modèle » de la Bataille d'Alger (1958) sur les militaires, lorsque les pleins pouvoirs ont été accordés aux militaires français et les forces de police soumises à l'armée, qui s'est accordée le rôle de poursuivre les missions de police, en dehors de tout contrôle judiciaire.
Selon Maud Chirio :
« Alors que l’AI-5 est passé dans la mémoire collective comme une radicalisation de la dictature parallèle à l’essor des mouvements armés d’extrême gauche, son origine est tout autre : il s’agit d’un discours du député Márcio Moreira Alves à la veille de la fête nationale du 7 septembre, qui appelle au boycott des commémorations et à celui des femmes et des jeunes filles envers les officiers et les élèves des écoles militaires. Cette déclaration, effectuée dans l’enceinte du congrès, suscite une indignation générale du corps des officiers, qui l’interprète comme une grave atteinte à l’honneur militaire. Or, pour casser le mandat de Moreira Alves est nécessaire la levée de son immunité par le congrès, qui la refuse, alors que le « parti du pouvoir » est majoritaire en son sein. L’AI5 est, avant d’être un outil d’extermination des mouvements d’extrême gauche – ce qu’il deviendra – un moyen de supprimer tout pouvoir législatif et d’ôter son reste d’influence à la classe politique. »
L'AI-5 est abrogé le 1er janvier 1979 par le président Ernesto Geisel.

## L'Acte institutionnel n°12 (1969)
L'Acte institutionnel n°12 de 1969 investit l'amiral Augusto Grünewald, Ministre de la Marine et vice-président du Brésil, comme chef du gouvernement pendant la période d'indisponibilité du président.

## L'AI 13 (1969)
Promulgué le 5 décembre 1969, il prévoit la prison à perpétuité et le bannissement (même pour les citoyens brésiliens) pour les crimes politiques. Il est abrogé en 1978.

## L'AIno14(1969): peine de mort
L'AI-14, signé le 10 septembre 1969, rétablit la peine de mort, abolie en temps de paix par la Constitution de 1891. Cette disposition est appliquée par le décret-loi no 898, dit aussi lei de Segurança Nacional (pt). Elle est désormais applicable non seulement aux personnes jugées coupables de « subversion », mais aussi pour le pillage d'institutions financières et de crédit lorsque l'acte entraînait la mort d'une personne (art. 27), etc. Il est abrogé par la loi du 17 décembre 1978. Les civils condamnés à mort durant la dictature n'ont toutefois pas été exécutés, le Tribunal supérieur militaire (pt) ayant commué les sentences (mais plus de 300 opposants politiques ont été assassinés par les forces de l'ordre durant la dictature).